# 日進市立香久山小学校
日進市立香久山小学校（にっしんしりつかぐやましょうがっこう）は、愛知県日進市にある公立小学校。

## 概要
- 校名の「香久山」は、現在の日進市の西部に存在した愛知郡香久山村に由来する。

## 沿革
- 1993年（平成5年）
  - 4月1日 - 日進町立西小学校から分離し、日進町立香久山小学校として開校。開校時の住所は愛知県愛知郡日進町大字梅森字株山110-577。
  - 4月6日 - 開校式を行う。
  - 5月28日 - プールが完成する。
  - 10月9日 - 住所変更により、住所が愛知県愛知郡日進町香久山5丁目1701番地となる。
- 1994年（平成6年）10月1日 - 日進町が市制施行し、日進市が発足。同時に日進市立香久山小学校に改称する。
- 1998年（平成10年）9月11日 - 校舎を増築する。
- 2002年（平成14年）3月31日 - 校舎を増築する。
- 2013年（平成25年）4月1日 - 日進市立竹の山小学校を分離する。

## 通学区域
- 香久山(全区域)
- 岩崎台(全区域)
- 岩崎町(芦廻間の一部)

公立中学校に進学する場合は、日進市立日進西中学校に進学する。(岩崎台は日進市立日進北中学校に進学する。)

## 交通
地下鉄東山線星ヶ丘駅より
- 名鉄バス（五色園行）石神下車東南800m
- 名鉄バス（トヨタ博物館前行）香久山下車東300m